# 波の中の女
『波の中の女』（なみのなかのおんな、仏: La Femme à la vague, 英: The Woman in the Waves）は、ギュスターヴ・クールベが1868年に描いた絵画。ニューヨーク、マンハッタンのメトロポリタン美術館に所蔵されている。大きさは65.4×54cmである。